# Cressin-Rochefort
Cressin-Rochefort település Franciaországban, Ain megyében. Lakosainak száma 384 fő (2022. január 1.). Cressin-Rochefort Lavours, Massignieu-de-Rives, Pollieu, Chanaz, Lucey és Magnieu községekkel határos.

## Népesség
A település népességének változása:
| Lakosok száma | 166  | 216  | 250  | 348  | 380  | 389  | 392  | 394  | 395  | 384  |
|               | 1968 | 1982 | 1990 | 2006 | 2013 | 2015 | 2017 | 2019 | 2020 | 2022 |